# Queres
As Queres ou Kéres (em grego:  Κῆρες, singular Κήρ, "fatalidade"), na mitologia grega, são daemones, espíritos femininos da fatalidade e da morte violenta. Segundo Hesíodo em sua Teogonia, eram filhas de Nix, que as teve sem se unir com nenhum outra divindade, tal como esta foi gerada por Caos. Entretanto, em algumas obras é possível encontrar variantes de geneologia, entre as quais seriam filhas de Tânato, que as teve assim como Nix.
As queres simbolizam o destino cruel, fatal e impossível de escapar. São deusas que trazem a morte violenta aos mortais. Elas possuem a índole de todo descendente de Caos, são infalíveis.
Alguns relatos mitológicos as trazem como mensageiras de Tânato, agindo no reino de Hades ao lado das erínias.
Entretanto, tais deusas são irmãs de Tânato, sendo deuses de perfis diferentes. Tânato era o responsável pela morte tranquila, por isso também sua associação a Hipnos. Já as Queres eram deusas responsáveis por levar os mortos do campo de batalha, portanto vem como a morte antes do tempo, a morte cruel. Assim, quando Ares partia para grandes guerras convocava as queres, já que faziam parte de seu cortejo. Após a batalha devoravam os mortos ou seu sangue e levavam as almas ao inferno.
Não se pode definir o número correto destas deusas, cada uma corresponderia a um tipo específico de morte violenta.
Já Homero vai mais além: na Ilíada, afirma que todos os seres humanos possuem uma Quer consigo, que personificará sua morte. Neste caso, quer vem no sentido de boa ou má morte.

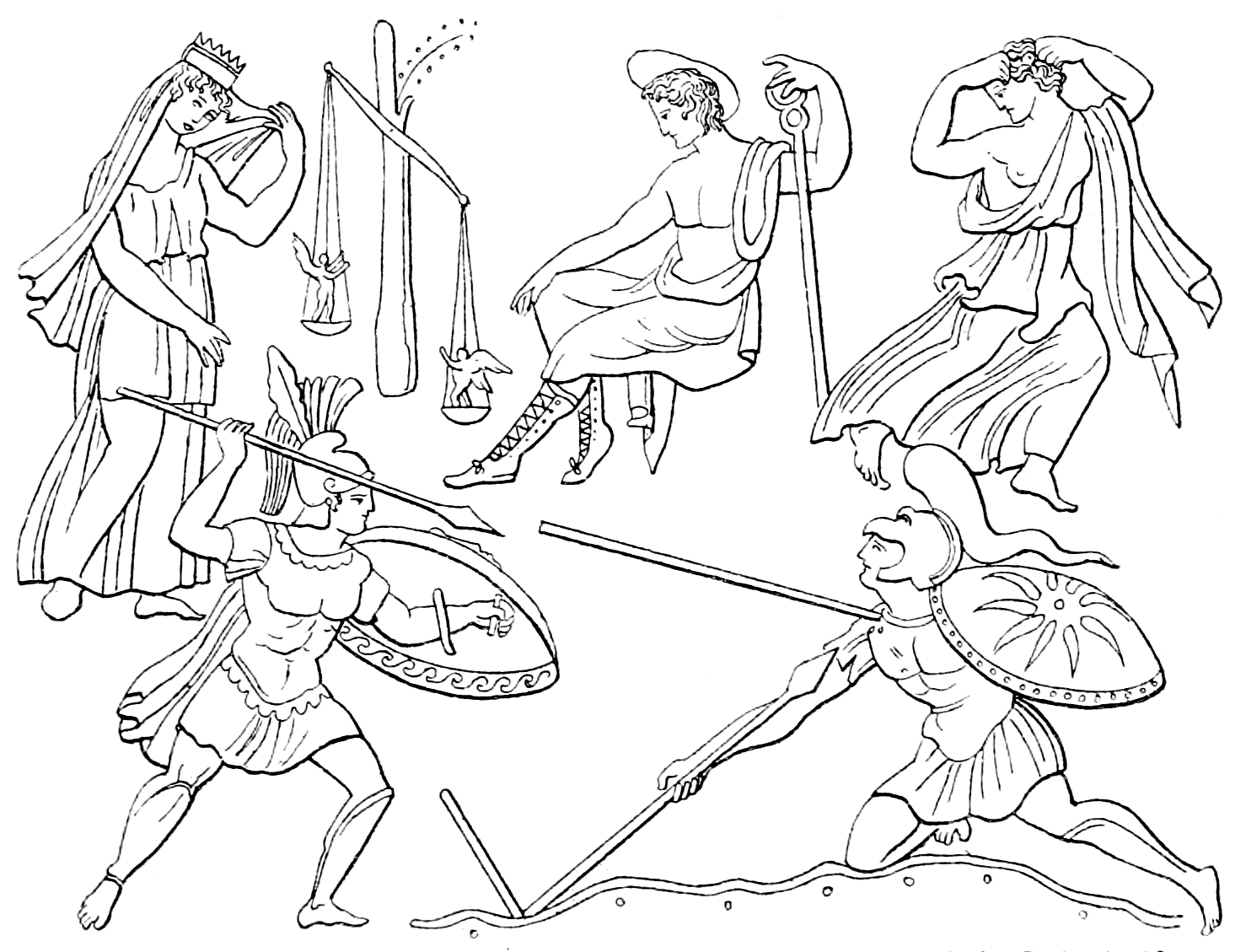
Kerostasia – A decisão da sorte da batalha entre Aquiles e Mêmnon.
Esboço de urna funerária, sul da Itália,, conservado no Rijksmuseum, Amsterdã

Nas artes, eram representadas aladas (como a maioria dos filhos da deusa Nix), e tinham aspecto horrendo, com grandes caninos, tais como os vampiros na acepção moderna, e unhas aduncas.
No Renascimento, foram confundidas com as erínias.
Entre as personificações destrutivas estão (nem todos são chamados queres);
- Akhlýs — escuridão
- Phthísis — putrefação
- Iskhnasía — devastação
- Ólethros — destruição

E as queres modernas:
- Híbris — orgulho
- Limos — fome
- Poinê — castigo